# Stathmopoda aeneella
Stathmopoda aeneella is een vlinder uit de familie Stathmopodidae. De wetenschappelijke naam van de soort is voor het eerst geldig gepubliceerd in 1859 door Stainton.